# X Korpus Wielkiej Armii

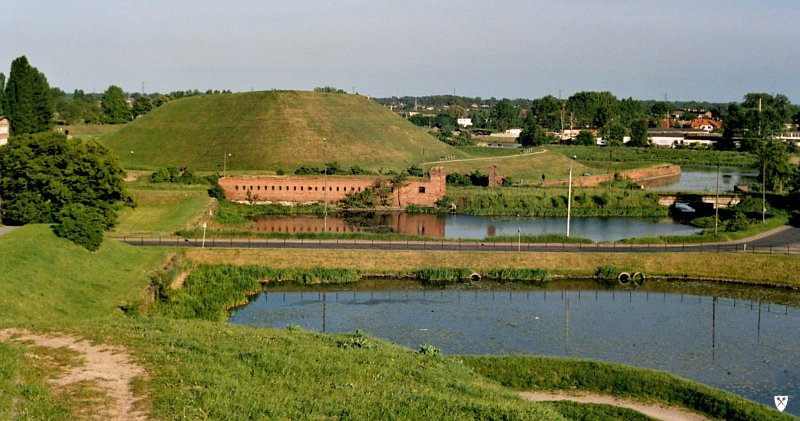
Bastion Żubr, jeden z bastionów Twierdzy Gdańsk

X Korpus Wielkiej Armii – jeden z korpusów Wielkiej Armii I Cesarstwa Francuskiego.

## Oblężenie Gdańska w 1807

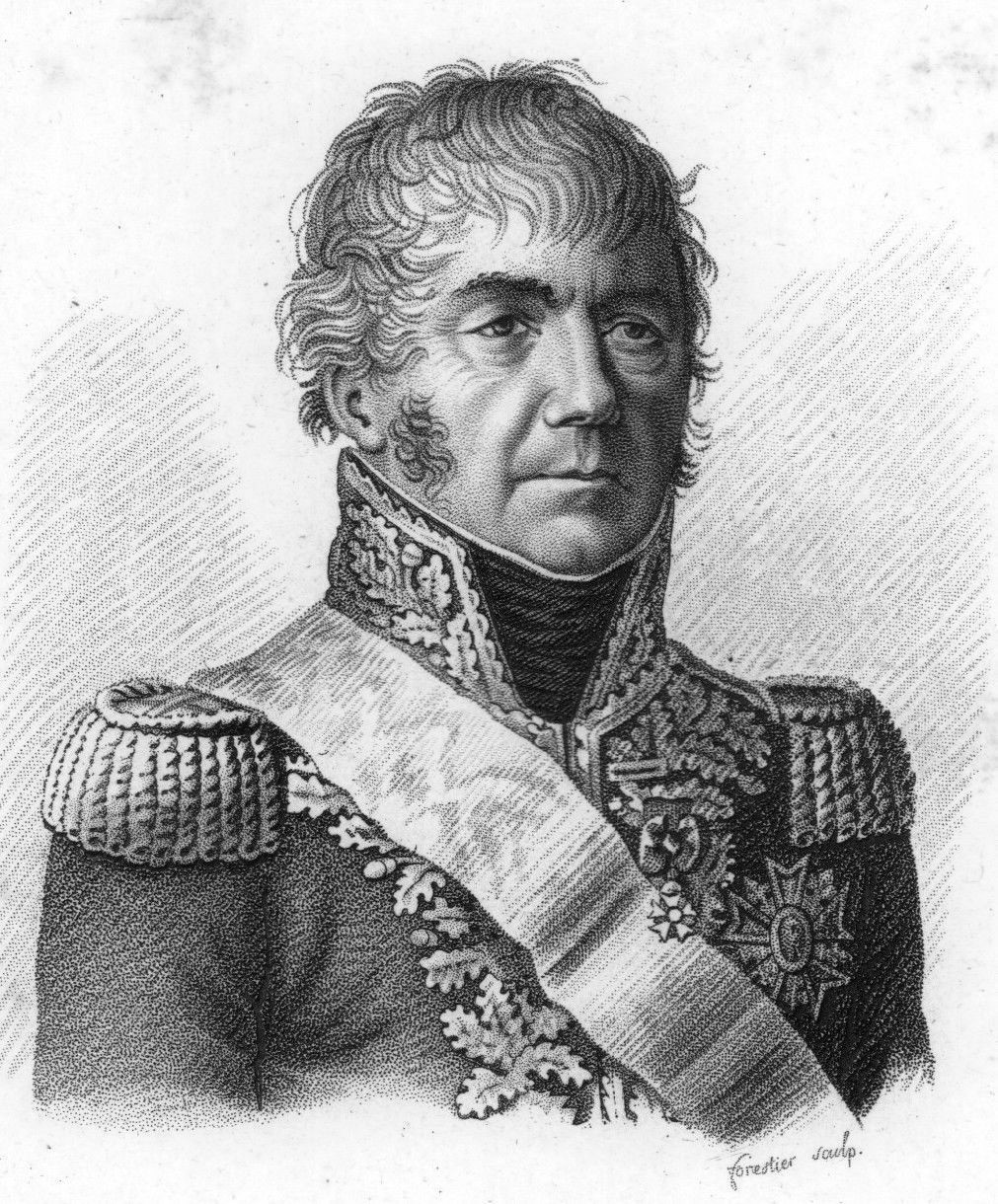
Marsz. François Joseph Lefebvre, dowódca X Korpusu WA w 1807

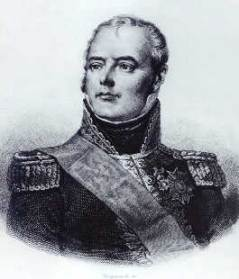
Marsz. Étienne Macdonald, dowódca X Korpusu WA
w 1812

Po nierozstrzygniętej bitwie pod Pruską Iławą (7/8 lutego 1807) Napoleon Bonaparte skierował pod Gdańsk X Korpus Wielkiej Armii pod komendą marszałka Lefebvre'a. W jego skład wchodziła 7,5-tysięczna Legia Poznańska gen. Henryka Dąbrowskiego. O gdańską twierdzę walczyła też złożona w większości z polskich dezerterów z armii pruskiej Legia Północna dowodzona w tym okresie m.in. przez ks. Michała Gedeona Radziwiłła. Wydawało się, że jak wiele twierdz pruskich, Gdańsk nie będzie stawiał oporu, a jego kapitulacja, odpowiednio wykorzystana propagandowo, mogłaby zatrzeć iławskie niepowodzenie.
Pruskim garnizonem dowodził początkowo gen. Manstein, a następnie doświadczony żołnierz, sędziwy i waleczny gen. Friedrich Adolf von Kalkreuth. Z pomocą Prusakom przyszli Rosjanie. Twierdza miała być broniona do końca - taki był rozkaz króla Fryderyka Wilhelma III. 
X Korpus Wielkiej Armii zajął wreszcie Gdańsk i wyparł z tego rejonu oddziały pruskie.

### Skład w 1807
- dowódca - Marszałek François Joseph Lefebvre
- 32 000 ludzi
- 42 armaty

## Wojna z Rosją w 1812
Podczas wojny z Rosją wraz z I, II i III Korpusem tworzył lewe skrzydło Wielkiej Armii. Przeprawił się w rejonie Tylży, ponieważ miał inne zadanie niż reszta Wielkiej Armii - miał zająć Rygę. Przez resztę kampanii X Korpus oblegał nieskutecznie Rygę a w wyniku pogromu sił głównych wycofał się do Prus (z dość małymi stratami). 

### Skład w 1812
- Dowódca korpusu: marszałek Jacques-Etienne Macdonald, książę Tarentu
- Szef sztabu: adiutant-komendant Jacques Terrier
- Dowódca artylerii : generał dywizji Albert Taviel
- Dowódca wojsk inżynieryjnych : generał dywizji J. de Campredon

7 Dywizja Piechoty:
- dowódca: generał dywizji baron Charles Louis Grandjean
- szef sztabu dywizji: płk Józef Nowicki
- 1 brygada -  generał brygady baron Etienne Pierre Ricard
  - 5 polski pułk piechoty - płk Stefan Oskierko (4 bataliony)
  - 13 pułk piechoty bawarskiej: płk Franz Baron Schlossberg (2 bataliony)
- 2 brygada -  generał brygady książę Michał Radziwiłł
  - 10 polski pułk piechoty -  płk. Henryk Kamienski (4 bataliony)
- 3 brygada - generał brygady baron  Gilbert  Bachelu
  - 11 polski pułk piechoty - płk Aleksander Chlebowski (4 bataliony)
  - 1 westfalski pułk piechoty -  płk.  Georg Ferdinand von Plessmann (2 bataliony)

27 pruska Dywizja Piechoty:
- dowódca: generał piechoty Julius von Grawert
- szef sztabu: płk Friedrich von Roeder
- zastępca dowódcy dywizji: gen. porucznik Johann David Ludvig von Yorck (potem von Wartenburg).
- 1brygada  - płk Hans Franz von Below
  - 1 pułk piechoty: major Friedrich Wilhelm von Sjoholm I (3 bataliony)
  - 2 pułk piechoty - major Ludwig von Sjoholm II (5 batalionów)
- 2 brygada -  płk Heinrich Wilh. von Horn
  - 3 pułk piechoty -  major Karl von Steinmetz (3 bataliony)
  - 4 pułk pichoty major von Tippelskirch (3 bataliony)
- 3 brygada - płk Eugen von Raumer
  - 5 pułk piechoty -  major  Ludwig von Schmalensee (3 bataliony)
  - 6 pułk piechoty - major  Arwed von Carnall (5 batalionów)

Dywizja Kawalerii (wydzielona z 27 Dywizji):
- dowódca: gen. dywizji Karl von Hunerbein
  - 1pruski kombinowany pułk huzarów - major Dietrich von Cosel (2 szwadrony)
  - 1 pułk huzarów gwardii - major (?) (2 szwadrony)
  - 2 pułk huzarów gwardii - major (?)

Kawaleria rezerwowa korpusu -  
- dowódca - gen. brygady  Friedrich von Massenbach
- szef sztabu - major Ludwig von Kyckpusch
- brygada - płk  Wilhelm Jeannert
  - 1 kombinowany pułk dragonów - major Karl von Treskow (2 szwadrony)
  - 2 kombinowany pułk dragonów - płk Alexander von Wahlen-Jurgass (2 szwadrony)
  - 3 kombinowany pułk huzarów - major Ernest von Eicke (4 szwadrony)

Dywizja Artylerii i Saperów:
- pruska artyleria piesza: major Johann Friedrich von Fiebig I - (4 1/2 baterii)
- pruska artyleria konna - major Gustav von Feibig II (3 baterie)
- 6 kompania polskiej artylerii pieszej - kpt. Turdeski
- 1 kompania polskiej artylerii konnej - kpt. Władysław Tomasz Ostrowski
- Garde d'Artie. (polska)
- 4 polska kompania saperów - kpt. Józef Dobrzyński
- 12 batalion ((1 kompania)
- 1batalion (1 kompania)
- Saperzy Elby (2 kompanie)
- dwie pruskie kompanie

Minierzy korpusu:
- 1 batalion (2 kompanie)
- 2 batalion (1 kompania)

Flota: 
- 17 eskadra floty
- batalion marynarzy (2 kompanie)

## Oblężenie Gdańska w 1813
W czasie odwrotu Napoleona spod Moskwy, zaczęto przygotowania do obrony Twierdzy Gdańsk. Siły gubernatora gdańskiego Rappa liczyły w końcu stycznia 1813 ok. 36 tys. żołnierzy i 19 generałów (X Korpus marszałka Macdonalda), 22 narodowości, w tym 4071 żołnierzy i 196 oficerów polskich. Faktycznie jednak Alzatczyk miał zdolnych do walki nie więcej niż 15 tys., reszta wymagała szpitalnej kuracji. Do obrony "bałtyckiego Gibraltaru" potrzebował co najmniej 30 tys. ludzi.
X Korpus WA pod dowództwem hr. Rappa bronił Twierdzy Gdańsk, jeszcze przez rok od odwrotu Napoleona z Rosji. Po poddaniu twierdzy, Rapp trafił do niewoli rosyjskiej. Wrócił do Francji dopiero w 1814.

### Skład w sierpniu 1813
Kwatera główna X Korpusu mieściła się w Gdańsku. 
- dowódca - gubernator Gdańska gen. Jean Rapp (1771–1821)